# Тај (Тексас)
Тај (енгл. Tye) град је у америчкој савезној држави Тексас. По попису становништва из 2010. у њему је живело 1.242 становника.

## Демографија
Према попису становништва из 2010. у граду је живело 1.242 становника, што је 84 (7,3%) становника више него 2000. године.
| Група             | 2000.       | 2010.       |
| Белци             | 984 (85,0%) | 940 (75,7%) |
| Афроамериканци    | 21 (1,8%)   | 39 (3,1%)   |
| Азијати           | 8 (0,7%)    | 8 (0,6%)    |
| Хиспаноамериканци | 132 (11,4%) | 218 (17,6%) |
| Укупно            | 1.158       | 1.242       |